# Agathangelos (patriarcha konstantinopolský)
Agathangelos (1769, Edirne – 1832, Edirne) byl bulharský duchovní a patriarcha konstantinopolský.

## Život
Narodil se roku 1769 v Edirne. Studoval u patriarchy Kyrilla VI.
Odešel na horu Athos a vstoupil do monastýru Iviron.
Kolem roku 1800 se stal představeným a duchovním řeckého podvorje v Moskvě.
V listopadu 1815 byl zvolen metropolitou bělehradským.
Dne 6. listopadu 1817 byl účastníkem shromáždění, které prohlásilo Miloše Obrenoviće korunním princem Srbska.
Během Řecké osvobozenecké války byl uvězněn. Ve vězení pobýval do srpna 1825, kdy se stal metropolitou chalkédónský.
Dne 26. září 1826 byl v souvislosti se sesazením a vyhnanstvím patriarchy Chrysantha zvolen patriarchou.
Byl jedním z nejvzdělanějších patriarchů své doby. Mluvil řecky, turecky, bulharsky, rusky a francouzsky.
Současníci poznamenali, že jako energický a rozvážný člověk byl na ostatní příliš přísný.
Řada neúspěšných akcí patriarchy zhoršila jeho pověst a způsobila negativní reakci, která nakonec vedla k jeho sesazení.
Roku 1827, když vůdci pevninského Řecka požádali patriarchu, aby zprostředkoval jednání se sultánem Mahmutem II. a udělil jim amnestii. Patriarcha odmítl, a jeho čin byl považován za protinárodní. Dalším důvodem sesazení bylo angažování ve volbě jeruzalémského patriarchy, která byla spojena s úplatkářstvím. K sesazení došlo 5. července 1830.
Byl vyhnán do Kayseri a nakonec zemřel roku 1832 v Edirne.